# Hell Awaits
《Hell Awaits》는 1985년 3월, 메탈 블레이드 레코드가 발매한 미국의 스래시 메탈 밴드 슬레이어의 두 번째 스튜디오 음반이다. 이 밴드의 1983년 데뷔작인 《Show No Mercy》는 메탈 블레이드 레코드의 가장 많이 팔린 음반이 되었고, 그 결과 프로듀서 브라이언 슬라겔은 두 번째 슬레이어 음반을 발매하기를 원했다. 이를 위해, 슬라겔은 녹음 예산(《Show No Mercy》는 밴드 멤버들에 의해 지불됨)을 조달했고 스튜디오에 도움을 줄 경험 많은 프로듀서들을 영입했다.
《Hell Awaits》에 대한 서정적인 주제는 그들의 데뷔와 마찬가지로 지옥과 사탄을 포함한다. 거꾸로 연주된 타이틀곡의 도입부는 반복된 "join us(우리들과 함께)"라는 문구를 드러낸다. 음악적으로, 이 음반은 이전 음반들에 비해 밴드의 가장 진보적이고 다양한 작업을 특징으로 하고 있으며, 케리 킹에 따르면, 그와 제프 한네만은 그 당시 머시풀 페이트에 푹 빠져 있었고, 그 후 더 길고 진보적인 곡들로 이어졌다. "미래의 익스트림 메탈 활동에 영향을 미치는" 것으로 정의되는 《Hell Awaits》의 가장 인기 있는 곡들은 다양한 언더그라운드 메탈 밴드들에 의해 재녹음되었고 몇몇 헌정 음반에 수록되었다.

## 녹음
슬레이어의 이전 음반인 《Show No Mercy》는 전 세계적으로 4만 장이 팔리며 메탈 블레이드 레코드의 최고 판매 음반이 되었다. 이 성공은 프로듀서 브라이언 슬라겔이 그들과 함께 또 다른 음반을 녹음하기를 원하게 만들었다. 슬라겔은 크리설리스 레코드에서 일하는 프로듀서 론 페어를 고용했고, 이 밴드가 라이브로 공연하는 것을 보고 공연을 즐겼다. 스튜디오에서 슬레이어를 본 페어는 헤비 메탈 음악가들과 함께 작업한 경험이 없었기 때문에 "와, 이 사람들은 정말 화가 나 있다"고 말했다. 슬라겔은 그의 수입을 호흡기 치료사로 사용한 가수 톰 아라야와 기타리스트 케리 킹의 아버지로부터 빌린 《Show No Mercy》와 극명한 대조를 이루며 이 음반에 자금을 대었다.

## 평가
| 전문가 평가                   | 전문가 평가 |
| 평가 점수                     | 평가 점수   |
| 출처                          | 점수        |
| ----------------------------- | ----------- |
| AllMusic                      | [ 8 ]       |
| The Rolling Stone Album Guide | [ 9 ]       |
| Rock Hard                     | (9/10)      |

비록 어떤 차트에도 진입하지 못했지만, 올뮤직 평론가 에두아르도 리바다비아에 따르면, 《Hell Awaits》은 슬레이어의 가장 진보적인 음반으로 환영 받았다. 리바다비아는 이 음반을 "놀랍도록 시대를 앞선 것"이라고 말하며 "밴드의 주목할 만한 음반 목록에서 필수 아이템"이라고 말했다. 브라이언 슬라겔에 따르면 전 세계적으로 백만 장 이상의 음반을 팔았다.

## 곡 목록
| #  | 제목                   | 작사                  | 작곡            | 재생 시간 |
| -- | ---------------------- | --------------------- | --------------- | --------- |
| 1. | 〈Hell Awaits〉        | 케리 킹               | 제프 한네만, 킹 | 6:16      |
| 2. | 〈Kill Again〉         | 킹                    | 한네만, 킹      | 4:56      |
| 3. | 〈At Dawn They Sleep〉 | 톰 아라야, 한네만, 킹 | 한네만          | 6:17      |

| #  | 제목                          | 작사               | 작곡       | 재생 시간 |
| -- | ----------------------------- | ------------------ | ---------- | --------- |
| 4. | 〈Praise of Death〉           | 한네만             | 킹         | 5:21      |
| 5. | 〈Necrophiliac〉              | 한네만, 킹         | 한네만     | 3:46      |
| 6. | 〈Crypts of Eternity〉        | 아라야, 한네만, 킹 | 한네만, 킹 | 6:40      |
| 7. | 〈Hardening of the Arteries〉 | 한네만             | 한네만     | 3:55      |